# Jérémie (Haiti)
Jérémie este o comună din arondismentul Jérémie, departamentul Grand'Anse, Haiti, cu o suprafață de 427,22 km2 și o populație de 122.149 locuitori (2009).